# Islands geografi

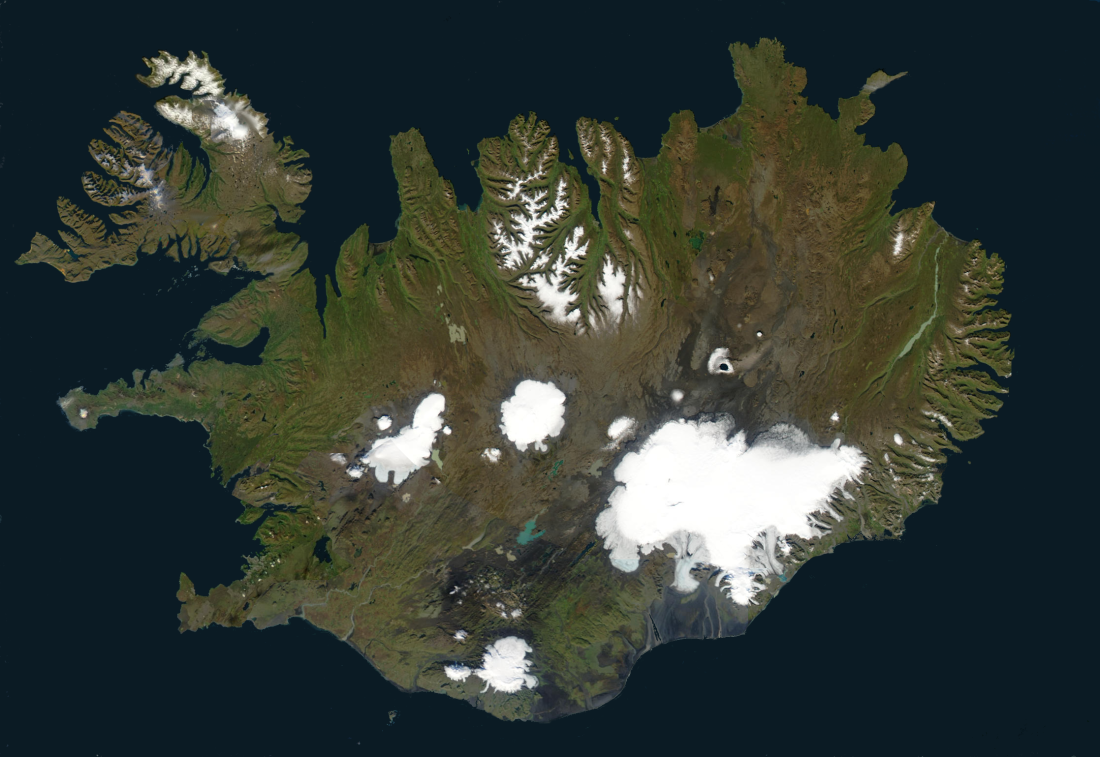
Satellitfoto över Island.

Islands huvudö är Europas näst största ö med en yta av 101 826 km²; hela landet är 103 125 km² stort. Den ligger nära polcirkeln och har cirka 300 kilometer till Grönland, 400 till Färöarna, 800 till Skottland och 1 000 till Norge. Ön är belägen nära gränsen mellan den relativt varma Atlanten och det kalla Ishavet. Utmed syd-, väst- och nordkusterna flyter Golfströmmen med varmt vatten söderifrån medan den kalla östgrönländska strömmen stryker längst nordost- och ostkusterna.
Kuststräckan är 6 600 kilometer lång, men det största avståndet på fastlandet sträcker sig cirka 300 kilometer i längd och 500 kilometer i bredd. Kustbandet sönderskärs av ett flertal fjordar och bukter, med undantag av sydkusten. Därtill finns talrika öar (se även Islands ytterpunkter).
Islands inland är obebott med högplatåer och fjäll. Den högsta fjälltoppen reser sig cirka 2 100 meter över havet. Livsbetingelserna finns runt kusterna. Island har gott om central- och sprickvulkaner i mittzonen av landet. Flera av dessa är fortfarande aktiva såsom Hekla. Jordskalv uppkommer rätt så ofta då Island befinner sig i gränsområdet mellan de amerikanska och europeiska kontinentalplattorna som sakta glider ifrån varandra.
En fjärdedel av Islands totala yta är permanent bevuxen, medan lite mer än hälften betecknas som ödemark och dit räknas inte glaciärer, lavafält, sjöar och olika typer av älvar. Högtemperaturkällor och höga vattenfall är ekonomiskt utnyttjbara. Det ogynnsamma klimatet med den subarktiska växtlighetens begränsningar ger inte goda förutsättningar för traditionellt jordbruk, men 19 procent av landets yta räknas som odlingsbar även om en mycket liten del av den brukas för detta ändamål. Odlingar i detta fall gäller även skogsbruk.

Det isländska landskapet är omväxlande. En bilresenär färdas ofta över marker som betas av får och hästar, men vägarna går även via kärr, träsk, sten- och sandöknar, lavafält, moar, lavar och kala klippor.

## Geologisk aktivitet
Islands berggrund är geologiskt sett relativt ung, de äldsta delarna som utgör bergen längst i väster och öster är 16 miljoner år, att jämföra med Sveriges äldsta bergarter som är 2 miljarder år gamla. Från tertiärtiden har nytt land bildats hela tiden, så Island består av vulkaniska bergarter, under kvartärtiden så täcktes landet av inlandsis i fler omgångar men randbildningen fortsatte under isen. De långa bergsryggar och platta så kallade taffelberg som finns i de inre isländska höglanden är formade av istiderna. Än idag finns aktiva vulkaner under glaciärerna, till exempel under Eyjafjallajökull.
Islands nuvarande geografi har i mångt och mycket skapats av vulkaner, på Island finns de flesta typerna av vulkaner representerade. Det finns sprickvulkaner vars utbrott sker längs en lång spricka varur det strömmar lättflytande lava som följer dalarna och jämnar ut landskapet. Det finns sköldvulkaner där utbrottet sker från en punkt men också med lättflytande lava, vilket ger en ständigt växande utbredd flat hög. Sedan finns stratovulkanerna där utbrottet sker från en källa men där lavan är mycket mer trögflytande vilket kan få förloppet att stanna av eller lavan att byggas upp för att sen ledas bort en annan väg eller i värsta fall blockera så att det sker en explosion.
Den lättflytande lavan skapar veckade former i basalt som kallas valk-lava eller replava, på isländska helluhraun. Dessa lavamarker är rätt lätta att ta sig fram över. Den trögflytande lavan skapar områden av ryolit med mycket kanter och spetsar som kallas blocklava, på isländska apalhraun, de är mycket svårframkomliga.
När utbrotten skedde under inlandsisen reagerade lavan med isen och skapade en slags hoptryckt ask-bergart som kallas palagonit, isländska móberg, det ger en slät lättframkomlig yta.